# Herbert Backe
Herbert Friedrich Wilhelm Backe (Batumi, 1º maggio 1896 – Norimberga, 6 aprile 1947) è stato un politico tedesco.

## Biografia
Nato a Batumi, nell'Impero russo il 1 maggio 1896, Backe ricopriva il grado di SS-Obergruppenführer. Nel 1933 è Segretario di Stato sotto Richard Walther Darré presso il Ministero dell'Alimentazione e presso l'Ufficio per la Politica Agraria. Nel 1942 commissaria entrambi i ministeri, divenendo ufficialmente Ministro dell'Alimentazione e dell'Agricoltura nell'aprile del 1944. Backe sarebbe restato ai suoi dicasteri lungo l'effimero governo guidato dall'Ammiraglio Karl Dönitz sul finire della Seconda guerra mondiale, conformemente alla volontà espressa nel Testamento di Adolf Hitler.
Durante la guerra, fu proposto da Alfred Rosenberg come amministratore nell'ambito del Reichskommissariat dell'Ucraina. Diversamente da Darré, Backe - che dal 1936 era responsabile per l'esecuzione del piano quadriennale, cercò di concretizzare gli ideali dell'autarchia nell'ambito dell'Agraria e della politica agraria. Fu tra gli ideatori dello Hungerplan, un piano per ridurre alla fame decine di migliaia di prigionieri di guerra sovietici, pazienti psichiatrici, israeliti e milioni di slavi per garantire approvvigionamenti al popolo ed alle truppe tedeschi.
Catturato dagli alleati, fu imputato al cosiddetto processo ai ministri, ma preferì suicidarsi impiccandosi nella sua cella di Norimberga il 6 aprile 1947 piuttosto che comparire davanti alla corte. Secondo lo storico Gesine Gerhard, Backe fu responsabile della morte di due milioni di cittadini sovietici. Forse proprio perché si dedicò a lavori d'ufficio, Backe è uno degli assassini di massa meno conosciuti.